# Klubi Futbollistik Besa
Il Klubi futbollistik Besa è una squadra di calcio del Kosovo, una delle più blasonate dalla fine della guerra, nel 1999.

## Rosa
| N. |                   | Ruolo | Calciatore       |
| -- | ----------------- | ----- | ---------------- |
|    | Kosovo (bandiera) | P     | Valmir Bytyqi    |
|    | Kosovo (bandiera) | P     | Sanell Bandiq    |
|    | Kosovo (bandiera) | D     | Benis Krasniqi   |
|    | Kosovo (bandiera) |       | Labinot Efendija |
|    | Kosovo (bandiera) | D     | Bekim Bajraktari |
|    | Kosovo (bandiera) | D     | Florent Papuqi   |
|    | Kosovo (bandiera) | D     | Genc Shabanaj    |
|    | Kosovo (bandiera) |       | Agron Cacaj      |
|    | Kosovo (bandiera) |       | Shpetim Zharra   |

| N. |                   | Ruolo | Calciatore        |
| -- | ----------------- | ----- | ----------------- |
|    | Kosovo (bandiera) | D     | Mensur Duraku     |
|    | Kosovo (bandiera) | C     | Denis Molliqaj    |
|    | Kosovo (bandiera) | C     | Besnik Morina     |
|    | Kosovo (bandiera) |       | Blerim Hysenlekaj |
|    | Kosovo (bandiera) | A     | Haxhi Zeka        |
|    | Kosovo (bandiera) | A     | Krenar Vokshi     |
|    | Kosovo (bandiera) | A     | Arlind Zekaj      |
|    | Kosovo (bandiera) |       | Arlind Ahmeti     |

## Palmarès

### Competizioni nazionali
- Campionato kosovaro: 3

2004-2005, 2005-2006, 2006-2007
- Coppa del Kosovo: 2

2004-2005, 2010-2011
- Supercoppa del Kosovo: 2

2005, 2007
- Liga e Parë: 1

2019-2020

### Altri piazzamenti
- Campionato kosovaro:

Secondo posto: 2008-2009
Terzo posto: 2007-2008, 2012-2013
- Coppa del Kosovo:

Semifinalista: 2014-2015
- Supercoppa del Kosovo:

Finalista: 2006, 2011, 2017